# 563

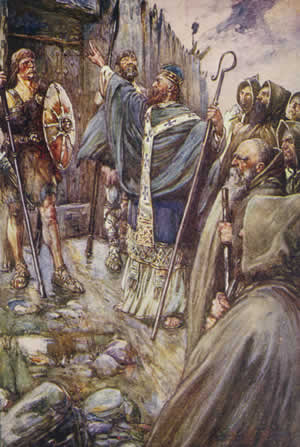
Columba van Iona bekeert de Picten

Het jaar 563 is het 63e jaar in de 6e eeuw volgens de christelijke jaartelling.

## Gebeurtenissen

### Byzantijnse Rijk
- Keizer Justinianus I schenkt Belisarius gratie en laat hem vrij uit de gevangenis. De bejaarde generaal wordt in ere hersteld en krijgt van Justinianus een "veteranen" pensioen. Belisarius trekt zich terug uit het openbare leven en geniet de laatste jaren van zijn leven op zijn landgoed.

## Religie
- Columba van Iona, Iers missionaris, vertrekt met twaalf monniken naar Schotland. Hij gaat na een vermoeide reis bij het schiereiland Kintyre aan land en begint een evangelische missie om de Picten te bekeren tot het christendom. Op het eiland Iona, aan de westkust van de Binnen-Hebriden, sticht Columba een klooster (Iona Abbey) dat de kern zal vormen van een netwerk van abdijen en bisdommen in de Keltische wereld. (waarschijnlijke datum)